# Azghar
Azghar (àrab أزغار) és una comuna rural de la província de Sidi Slimane de la regió de Rabat-Salé-Kenitra. Segons el cens de 2014 tenia una població total de 10.850 persones.